# 新潟県立新潟翠江高等学校
新潟県立新潟翠江高等学校（にいがたけんりつにいがたすいこうこうとうがっこう）は、新潟県新潟市西区金巻にある県立高等学校。

## 概要
新潟県の中長期高校再編計画の中で、2004年に定時制・通信制の普通科高校として新設された高校である。通信制課程では、いわゆる広域募集はしておらず、出願資格は原則として新潟県内在住ないし在勤者に限られている。

## 沿革

### 経緯
同校は、新潟県立黒埼高等学校・新潟県立船江高等学校・新潟県立新潟高等学校通信制課程の3校を統合し、2004年に開校。校舎はそれまでの黒埼高校を継承した。校名は新潟高校通信制の「新潟」、黒埼高校のスクールカラーである「緑（翠）」、船江高校の「江」をそれぞれ取って新潟翠江と名付けられた。

### 年表
※以下は黒埼高校以来の沿革を中心とする。船江高校については新潟県立船江高等学校、新潟高校通信制については新潟県立新潟高等学校の項を参照のこと。
- 1975年4月1日 - 新潟県立巻農業高等学校（現在の新潟県立巻総合高等学校）黒埼分校が新潟県立黒埼高等学校として開校。
- 2004年4月1日 - 3校統合により新潟県立新潟翠江高等学校が開校。黒埼高等学校は募集停止。
- 2006年3月31日 - 新潟県立黒埼高等学校閉校。
- 2013年3月 - NHK学園高等学校との協力関係終了。

## 校歌
- 『新潟県立新潟翠江高等学校校歌』（作詞：松田愼也・作曲：後藤　丹）[1]

## 交通
- 新潟交通 W8 味方線 「木場宮下」バス停より北へ徒歩約5分
  - 同バス停はW81系統（木場経由）のみ停車する[2]。その他の便の最寄りは「木場川前」バス停となる（徒歩約15分）。
- 県内高速バス 「鳥原バスストップ」より南へ徒歩約20分

新潟交通味方線は本数が少なくほとんどの生徒が新潟県内高速バスで通学しているが徒歩20分以上を要すなど交通アクセスが貧弱である。但し18歳以上であれば自動車での通学も可能である。

## 著名な出身者
- 斉藤瞳（元メロン記念日）